# 已答之问

中文《已答之问》书影

《已答之问》（英语：Some Answered Questions）出版于1908年。此书由巴哈伊信仰创始人的儿子阿博都巴哈在1904年至1906年对当时访问海法的劳拉·克利福·巴尼的一系列有关信仰问题的回答组成。
此书中，“若干基督教问题的阐释”部分、第11章与第12章有关上帝启示之书的评论及有关圣经中创世纪的评论较为知名。
本书内容涵盖上帝、先知、基督宗教、进化论、灵魂、道德、宿命论、自由意志、救赎、邪恶的不存在性与转世等。